# Badb
Badb segons la mitologia cèltica, és una deessa de la guerra que podia transformar-se en «corb». De vegades és anomenada Badb Catha («Corb de la guerra»). Es diu que pot també adquirir la forma de llop.
Per controlar el rumb de la batalla, Badb provocava confusió als soldats per portar a un desenllaç favorable els seus desigs.
Juntament amb les seves germanes Morrígan i Macha forma una tríada de deesses de la guerra. Altres versions diuen que Macha i Badb són personificacions de la mateixa Morrígan, o simplement noms donats a ella.

## Naturalesa i funcions
Badb és la filla d'Ernmas qui és part dels Tuatha Dé Danann i de Delbáeth, qui és mig fomorià. Badb lluitaria contra els fomerians en la batalla del nord de Moytura. Després de la seva mort es convertiria en una de les cinc deesses de la guerra -que es corresponen a les fases lunars- d'Irlanda: Badb, Macha, Fea, Nemhain i Morrígan. Cadascuna de les deesses posseïa les seves qualitats pròpies.
Com a deessa, Badb és descrita com una dona vermella amb els ulls vermells també, i una capa vermella que arriba fins a terra. Badb és un personatge sexual, deessa de la guerra i Deessa Mare. És també una de les nomenades «rentadores» que renten la roba ensagnada al riu, així va ser com li va dir a Oscar, el paladí de la Fianna, que moriria en batalla.

## Cicle mitològic

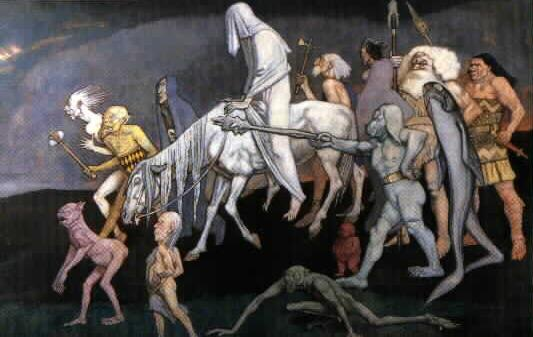
Els fomorians, representats per John Duncan (1912)

Després de la batalla de Cath Maige Tuired a on els Tuatha Dé Danann van expulsar els fomorians d'Irlanda, Badb va profetitzar la fi del món plena de maldat, malaltia i venjança:
| «                            | (...) dones sense pudor; homes sense valor; preses sense un sobirà... Boscos sense glans; mar sense producció... Judicis errats dels ancians; falsos precedents dels juristes; cada home un traïdor; cada noi un bandoler. El fill entrarà al llit del seu pare; el pare es ficarà al llit del seu fill; cadascun serà el cunyat del seu germà... Un temps maligne! El fill enganyarà el seu pare; la filla enganyarà la seva mare. | » |
| — Badb en Cath Maige Tuired. | |   |